# Mindy Lubber
Mindy Lubber est une dirigeante américaine. Depuis 2014, elle est présidente de Ceres, une organisation à but non lucratif de défense du développement durable basée à Boston, aux États-Unis. Elle a été conférencière au Forum de l'innovation durable de la conférence de Paris de 2015 sur les changements climatiques.

## Biographie
Lubber est titulaire d'un master en administration des affaires de l'université d'État de New York à Buffalo et d'un doctorat en droit de l'université Suffolk. À l'université, elle participe à une campagne lancée par Ralph Nader visant à encourager les constructeurs automobiles à construire des voitures plus sûres.
Elle rejoint l'Agence américaine de protection de l'environnement en 1995 en tant que conseillère politique principale et est nommée administratrice régionale sous le président Bill Clinton en 2000. En plus de ses fonctions dans la fonction publique, Lubber a été fondatrice et PDG de Green Century Capital Management au début des années 1990 et présidente du National Environmental Law Center. Elle est aussi actuellement consultante experte pour The B Team (en).
Elle devient présidente de Ceres en janvier 2014, puis participe dès 2018 à la création de Climate Action 100+, une initiative incitant les émetteurs de gaz à effet de serre à prendre des mesures de lutte contre le réchauffement climatique et d'adaptation en incitant les investisseurs à considérer le réchauffement climatique comme un risque financier et matériel pour leurs clients,.
En 2020, elle est récompensée pour sa vision entrepreneuriale dans le cadre des Champions de la Terre, et figure dans la liste des 100 femmes du monde de la finance les plus influentes des États-Unis par le journal Barron's.

## Travail
Lubber développe des stratégies commerciales permettant de créer de la valeur tout en considérant les aspects environnementaux, sociaux et économiques et ainsi montrer qu'il est possible pour une entreprise d'être économiquement rentable tout en étant responsable sur les plans environnemental et social. Elle apprend aux investisseurs et aux multinationales à tenir compte des risques liés au développement durable comme le réchauffement climatique, la pollution de l'eau ou la déforestation dans leurs activités et investissements. Utilisant le développement durable comme moteur d'innovation, elle a notamment travaillé avec diverses sociétés multinationales telles que Nike et American Electric Power,.

## Récompenses
Lubber a été récompensée plusieurs fois pour ses qualités de dirigeante :
- 2016 : William K. Reilly Awards for Environmental Leadership par l'American University[8].
- 2016 : Climate Visionary Award par l'Earth Day Network[9].
- 2020 : Champions de la Terre pour sa vision entrepreneuriale[4].
- 2020 et 2021 : classement des 100 femmes du domaine de la finance les plus influentes des États-Unis par le journal Barron's[3].